# Parque Oeste Ana Gonzaga
Parque Oeste Ana Gonzaga é um parque de 234 mil metros quadrados situado em Inhoaíba, na Zona Oeste do Rio de Janeiro. Foi parcialmente inaugurado em 14 de setembro de 2024, com o nome inicial de Parque Oeste, após pouco mais de um ano de obras. Uma segunda parte de metade da área total segue em obras, que incluirá dentre outras atrações a piscina utilizada nas Olimpíadas. Em 6 de janeiro de 2025, foi renomeado em homenagem a Ana Gonzaga, já que o terreno pertencia ao Instituto Metodista Ana Gonzaga, doado pela religiosa à Igreja Metodista.
O parque funciona de terça à domingo, das 6h às 22h. Às segundas-feiras o parque fica fechado para manutenção.

## Infraestrutura
A principal atração é a Escada das Águas, uma espécie de parque aquático gratuito com uma cascata artificial de 1.300m², com 88 degraus e 74 esguichos, abastecida por um reservatório de 210 mil litros. O parque conta ainda com:
- Nave do Conhecimento
- Lago artificial, com uso além do lazer, servindo como reservatório para 18 milhões de litros de águas em chuvas intensas
- Quadras poliesportivas
- Anfiteatro em forma de arena com palco
- Campo Society
- Pista de skate
- Pump track (pista de Mountain bike e BMX)

Dentre as futuras atrações, na parte ainda em construção do parque:
- Piscina olímpica
- Mirante
- Espaço ecumênico

Segundo a Prefeitura do Rio de Janeiro, foram investidos 220 milhões de reais na construção do parque.
| “                                                                     | Você tem áreas na Zona Sul e Barra da Tijuca que já têm seu lazer consolidado, mas é muito difícil encontrar alternativas na Zona Oeste e na Zona Norte, especialmente em áreas de favela. Nosso objetivo é governar para todos, olhando para aqueles que mais precisam. | ” |
| — Prefeito Eduardo Paes, em entrevista, em visita às obras do parque, | |   |

## Histórico
O local utilizado pelo parque era a antiga Fazenda Inhoaíba, propriedade da Família Gonzaga. Na década de 1930 o terreno foi doado e em seu local foi construído um orfanato, Instituto Metodista Ana Gonzaga, cujo nome homenageava a doadora do terreno. 
Era comum que o instituto sediasse festas e eventos abertos para a comunidade da Zona Oeste, como festas de Primeiro de Maio, o Dia do Trabalhador, contando com atrações gratuitas e shows de cantores gospel. 
A prefeitura adquiriu o terreno em 2023 para a construção do parque.